# Luzula divaricata
Luzula divaricata är en tågväxtart som beskrevs av Sereno Watson. Luzula divaricata ingår i Frylesläktet som ingår i familjen tågväxter. Inga underarter finns listade i Catalogue of Life.